# لورنتينو كورتيزو
لورنتينو كورتيزو (بالإسبانية: Laurentino Cortizo Cohen)‏ (مواليد 30 يناير 1953) هو سياسي بنمي ورئيس بنما المنتخب. شغل في السابق مناصب رئيس الجمعية الوطنية ووزير التنمية الزراعية والحيوانية. وكان أيضًا عضوًا في الجمعية الوطنية بين عامي 1994 و 2004.
في 5 مايو 2019 فاز برئاسة بنما وحصل على نسبة 33.27٪ من الأصوات ترشح ممثلاً عن الحزب الثوري الديمقراطي.

## روابط خارجية
- لورنتينو كورتيزو على موقع IMDb (الإنجليزية)
- لورنتينو كورتيزو على موقع مونزينجر (الألمانية)